# Livin' It Up (canção de Ja Rule)
"Livin 'It Up" é um single do rapper Ja Rule com o cantor Case, lançado em 2001 a partir do álbum Pain Is Love. A canção contém amostras "Do I Do" do cantor Stevie Wonder. Estrela do basquete, Baron Davis, faz uma aparição no videoclipe da canção.
Nos Estados Unidos, atingiu um pico de número seis na Billboard Hot 100.

## Faixas e formatos
- Australian CD

1. "Livin' It Up" (Radio Edit) - 4:18
2. "Livin' It Up" (Instrumental) - 4:19
3. "I Cry" (feat. Lil' Mo) 5:18
4. "Livin' It Up" (Enhanced Video)

## Paradas
| Parada (2001)     | Melhor posição |
| ----------------- | -------------- |
| Billboard Hot 100 | 6              |